# المرداسية
روضة المرداسية تقع في وسط المملكة العربية السعودية وتبعد عن مدينة السيح عاصمة الخرج 20 كلم وعن مدينة الرياض عاصمة المملكة العربية السعودية بحوالي 100 كلم.